# Волконский, Николай Осипович
Волконский (настоящая фамилия — Муравьев) Николай Осипович (1890-1948) — русский советский театральный деятель, режиссер. Заслуженный артист Республики (1928).

## Биография
Николай Волконский  с 1910 года по 1913 год учился в театральной школе основанной Фёдором Комиссаржевским и Петром Ярцевым с участием Казимира Бравича.
Работал в театрах: им. В.Комиссаржевской (1914-18),(1922-26); Малом (1919-31), Мюзик-холле (1932). Ставил спектакли в театре «Комедия (бывший Корш)» (1920-21, 1926- 1927). В 1927-30 был одним из организаторов и руководителей Профклубной мастерской.

## Театральная деятельность
В театре им. В.Комиссаржевской в 1923 году Волконский ставит «Отжитое время» по «Делу» и «Смерти Тарелкина» А. В. Сухово-Кобылина, а так же «Комедию ошибок» Уильяма Шекспира. 
С 1920 по 1931 год Николай Волконский ставит несколько знаковых пьес в Малом театре.Это «Ричард III» Шекспира, совместно с Александром Саниным; «Игроки» Н. В. Гоголя, «Недоросль» Д. И. Фонвизина, «Нечаянная доблесть» Ю. Н. Юрьина; «Загмук» А. Г. Глебова и «Заговор Фиеско в Генуе» Ф. Шиллера; «Доходное место» А. Н. Островского; «Горе от ума» АС. Грибоедова. Спектакли Волконского отмечены острой режиссерской выдумкой, стремлением к яркой буффонаде, эксцентрике, гротеску.
В советской театральной литературе отмечалось, что в ряде спектаклей, поставленных Волконским в ранний период его творчества, преобладали формалистические тенденции: «Недоросль» (1923), «Доходное место» (1926) — в Малом театре; «Всем... всем...» по Дж. Риду (1927), «На всякого мудреца довольно простоты» (1928) — в Профклубной мастерской. Однако лучшие работы Волконского отмечены художественной культурой, острой режиссерской выдумкой — «Отжитое время» Сухово-Кобылина, «Комедия ошибок» Шекспира (1923) в Театре им. Комиссаржевской, «Загмук» Глебова (1925) в Малом театре, «Каширская старина» Аверкиева (1946) в Московском театре драмы и комедии.
Волконский много экспериментировал, стремясь синтезировать различные жанры театрального искусства, что особенно проявилось в его постановках в Мюзик-холле («Артисты варьете», 1932, «Севильский обольститель», 1934, и др.). В этих спектаклях Волконский умело соединял специфику эстрадного искусства с цирковой эксцентрикой и театральной условностью. Работал на эстраде (поставил ряд эстрадных программ). Один из создателей художественного радиовещания, осуществил ряд радиопостановок.